# Pinghu
Pinghu (平湖 ; pinyin : Pínghú) est une ville de la province du Zhejiang en Chine. C'est une ville-district placée sous la juridiction administrative de la ville-préfecture de Jiaxing.

## Démographie
La population du district était de 480 702 habitants en 1999.